# Regierung Howard II
Die Regierung Howard II regierte Australien vom 21. Oktober 1998 bis zum 26. November 2001. Es handelte sich um eine Koalitionsregierung von Liberal Party (LIB) und National Party (NPA).
John Howard war seit dem 11. März 1996 Premierminister einer Koalition von Liberal Party und National Party. Die Parlamentswahl am 3. Oktober 1998 brachte der Labor Party Stimmgewinne, sie gewann 18 Sitze und wurde mit 67 Mandaten stärkste Partei im Repräsentantenhaus. Die Liberal Party verlor 11 Sitze und stellte noch 64 Abgeordnete, Die National Party verlor 2 Sitze und kam auf 16 Mandate. Die Koalition behielt jedoch die absolute Mehrheit. Im Senat verlor die National Party 2 Mandate, Labor blieb bei 29 und die Liberalen bei 31 Senatoren. Die Koalition unter Premierminister Howard wurde fortgesetzt. Bei der Parlamentswahl am 10. November 2001 gelangen der regierenden Koalition leichte Zugewinne. Im Repräsentantenhaus gewann die Liberal Party 4 Mandate dazu und stellte 68 Abgeordnete, die National Party verlor 3 Sitze und erhielt 13 Mandate. Mit 81 von 150 Sitzen verfügte die Koalition über eine absolute Mehrheit. Im Senat verloren die Liberalen 2 Sitze, die National Party gewann 2 Sitze. Mit 34 der 76 Senatoren, fehlte der Regierung eine Mehrheit im Senat. Die Regierungskoalition wurde auch in der nächsten Legislaturperiode fortgeführt.

## Ministerliste
| Kabinett | Kabinett           | Kabinett | Kabinett                             | Kabinett |
| Amt | Minister           | Partei   | Amtszeit                             | Bild     |
| --- | ------------------ | -------- | ------------------------------------ | -------- |
| Premierminister | John Howard        | LIB      | 21. Oktober 1998 – 26. November 2001 |          |
| stellvertretender Premierminister                                                                                    | Tim Fischer        | NPA      | 21. Oktober 1998 – 20. Juli 1999     |          |
| stellvertretender Premierminister                                                                                    | John Anderson      | NPA      | 20. Juli 1999 – 26. November 2001    |          |
| Handelsminister | Tim Fischer        | NPA      | 21. Oktober 1998 – 20. Juli 1999     |          |
| Handelsminister | John Anderson      | NPA      | 20. Juli 1999 – 26. November 2001    |          |
| Außenminister | Alexander Downer   | LIB      | 21. Oktober 1998 – 26. November 2001 |          |
| Schatzminister | Peter Costello     | LIB      | 21. Oktober 1998 – 26. November 2001 |          |
| Minister für Verkehr und Regionen                                                                                    | John Anderson      | NPA      | 21. Oktober 1998 – 26. November 2001 |          |
| Minister für Umwelt und Kulturerbe                                                                                   | Robert Hill        | LIB      | 21. Oktober 1998 – 26. November 2001 |          |
| Minister für Kommunikation, Informationstechnologie und Kultur                                                       | Richard Alston     | LIB      | 21. Oktober 1998 – 26. November 2001 |          |
| Minister für Arbeit, Beziehungen am Arbeitsplatz und Kleinunternehmen                                                | Peter Reith        | LIB      | 21. Oktober 1998 – 30. Januar 2001   |          |
| Minister für Arbeit, Beziehungen am Arbeitsplatz und Kleinunternehmen                                                | Tony Abbott        | LIB      | 30. Januar 2001 – 26. November 2001  |          |
| Ministerin für Familie und Community Services                                                                        | Jocelyn Newman     | LIB      | 21. Oktober 1998 – 30. Januar 2001   |          |
| Ministerin für Familie und Community Services                                                                        | Amanda Vanstone    | LIB      | 30. Januar 2001 – 26. November 2001  |          |
| Verteidigungsminister                                                                                                | John Moore         | LIB      | 21. Oktober 1998 – 30. Januar 2001   |          |
| Verteidigungsminister                                                                                                | Peter Reith        | LIB      | 30. Januar 2001 – 26. November 2001  |          |
| Minister für Gesundheit und Senioren                                                                                 | Michael Wooldridge | LIB      | 21. Oktober 1998 – 26. November 2001 |          |
| Minister für Finanzen und Verwaltung                                                                                 | John Fahey         | LIB      | 21. Oktober 1998 – 26. November 2001 |          |
| Minister für Bildung, Ausbildung und Jugend                                                                          | David Kemp         | LIB      | 21. Oktober 1998 – 26. November 2001 |          |
| Vizepräsident des Executive Council                                                                                  | David Kemp         | LIB      | 21. Oktober 1998 – 26. November 2001 |          |
| Minister für Industrie, Wissenschaft und Rohstoffe                                                                   | Nick Minchin       | LIB      | 21. Oktober 1998 – 26. November 2001 |          |
| Generalstaatsanwalt                                                                                                  | Daryl Williams     | LIB      | 21. Oktober 1998 – 26. November 2001 |          |
| Minister für Landwirtschaft, Fischerei und Forsten                                                                   | Mark Vaile         | NPA      | 21. Oktober 1998 – 20. Juli 1999     |          |
| Minister für Landwirtschaft, Fischerei und Forsten                                                                   | Warren Truss       | NPA      | 20. Juli 1999 – 26. November 2001    |          |
| Minister für Einwanderung und multikulturelle Angelegenheiten                                                        | Philip Ruddock     | LIB      | 20. Juli 1999 – 26. November 2001    |          |
| Minister für Versöhnung, Aborigines und die Bewohner der Torres-Strait-Inseln                                        | Philip Ruddock     | LIB      | 30. Januar 2001 – 26. November 2001  |          |
| |                    |          |                                      |          |
| Juniorminister |                    |          |                                      |          |
| Minister für Aborigines und die Bewohner der Torres-Strait-Inseln                                                    | John Herron        | LIB      | 21. Oktober 1998 – 30. Januar 2001   |          |
| Minister für Finanzdienstleistungen und -regulierung                                                                 | Joe Hockey         | LIB      | 21. Oktober 1998 – 26. November 2001 |          |
| Minister für Regionen, Territorien und kommunale Regierung                                                           | Ian Macdonald      | LIB      | 21. Oktober 1998 – 26. November 2001 |          |
| Minister für Kultur und die Hundertjahresfeier                                                                       | Peter McGauran     | NPA      | 21. Oktober 1998 – 26. November 2001 |          |
| Arbeitsminister | Tony Abbott        | LIB      | 21. Oktober 1998 – 30. Januar 2001   |          |
| Arbeitsminister | Mal Brough         | LIB      | 14. Februar 2001 – 26. November 2001 |          |
| Minister für Kleinunternehmen                                                                                        | Ian Macfarlane     | LIB      | 30. Januar 2001 – 26. November 2001  |          |
| Minister für Community Services                                                                                      | Warren Truss       | NPA      | 21. Oktober 1998 – 20. Juli 1999     |          |
| Minister für Community Services                                                                                      | Larry Anthony      | NPA      | 20. Juli 1999 – 26. November 2001    |          |
| Minister für Veteranen                                                                                               | Bruce Scott        | NPA      | 21. Oktober 1998 – 26. November 2001 |          |
| Ministerin für Senioren                                                                                              | Bronwyn Bishop     | LIB      | 21. Oktober 1998 – 26. November 2001 |          |
| Special Minister of State                                                                                            | Chris Ellison      | LIB      | 21. Oktober 1998 – 30. Januar 2001   |          |
| Special Minister of State                                                                                            | Eric Abetz         | LIB      | 30. Januar 2001 – 26. November 2001  |          |
| Ministerin für Sport und Tourismus                                                                                   | Jackie Kelly       | LIB      | 21. Oktober 1998 – 26. November 2001 |          |
| Minister/in für Justiz und Zölle                                                                                     | Amanda Vanstone    | LIB      | 21. Oktober 1998 – 30. Januar 2001   |          |
| Minister/in für Justiz und Zölle                                                                                     | Chris Ellison      | LIB      | 30. Januar 2001 – 26. November 2001  |          |
| Minister für Forsten und Naturschutz                                                                                 | Wilson Tuckey      | LIB      | 21. Oktober 1998 – 26. November 2001 |          |
| |                    |          |                                      |          |
| Assistant Minister und parlamentarische Staatssekretäre                                                              |                    |          |                                      |          |
| Assistant Minister beim Premierminister                                                                              | Wilson Tuckey      | LIB      | 21. Oktober 1998 – 26. November 2001 |          |
| Assistant Minister für den Öffentlichen Dienst beim Premierminister                                                  | David Kemp         | LIB      | 21. Oktober 1998 – 26. November 2001 |          |
| Assistant Minister für die Stellung der Frauen beim Premierminister                                                  | Jocelyn Newman     | LIB      | 21. Oktober 1998 – 30. Januar 2001   |          |
| Assistant Minister für die Stellung der Frauen beim Premierminister                                                  | Amanda Vanstone    | LIB      | 30. Januar 2001 – 26. November 2001  |          |
| Assistant Minister für die Olympischen Spiele 2000 in Sydney beim Premierminister                                    | Jackie Kelly       | LIB      | 21. Oktober 1998 – 30. Januar 2001   |          |
| Assistant Minister für Versöhnung beim Premierminister                                                               | Philip Ruddock     | LIB      | 21. Oktober 1998 – 30. Januar 2001   |          |
| Assistant Minister im Schatzministerium                                                                              | Rod Kemp           | LIB      | 21. Oktober 1998 – 26. November 2001 |          |
| Assistant Minister im Verteidigungsministerium                                                                       | Bruce Scott        | NPA      | 21. Oktober 1998 – 26. November 2001 |          |
| Parlamentarischer Staatssekretär beim Premierminister                                                                | Bill Heffernan     | LIB      | 21. Oktober 1998 – 26. November 2001 |          |
| Parlamentarischer Staatssekretär im Handelsministerium                                                               | Larry Anthony      | NPA      | 21. Oktober 1998 – 20. Juli 1999     |          |
| Parlamentarische Staatssekretärin im Außenministerium                                                                | Kathy Sullivan     | LIB      | 21. Oktober 1998 – 16. Februar 2000  |          |
| Parlamentarische Staatssekretärin im Außenministerium                                                                | Kay Patterson      | LIB      | 16. Februar 2000 – 26. November 2001 |          |
| Parlamentarischer Staatssekretär im Ministerium für Verkehr und Regionen                                             | Ron Boswell        | NPA      | 20. Juli 1999 – 26. November 2001    |          |
| Parlamentarische Staatssekretärin im Ministerium für Umwelt und Kulturerbe                                           | Sharman Stone      | LIB      | 21. Oktober 1998 – 26. November 2001 |          |
| Parlamentarischer Staatssekretär im Ministerium für Kommunikation, Informationstechnologie und Kultur                | Ian Campbell       | LIB      | 21. Oktober 1998 – 30. Januar 2001   |          |
| Parlamentarischer Staatssekretär im Ministerium für Arbeit, Beziehungen am Arbeitsplatz und Kleinunternehmen         | Mal Brough         | LIB      | 16. Februar 2000 – 30. Januar 2001   |          |
| Parlamentarischer Staatssekretär im Verteidigungsministerium                                                         | Eric Abetz         | LIB      | 21. Oktober 1998 – 30. Januar 2001   |          |
| Parlamentarischer Staatssekretär im Verteidigungsministerium                                                         | Brendan Nelson     | LIB      | 30. Januar 2001 – 26. November 2001  |          |
| Parlamentarischer Staatssekretär im Ministerium für Gesundheit und Senioren                                          | Chris Ellison      | LIB      | 21. Oktober 1998 – 30. Januar 2001   |          |
| Parlamentarischer Staatssekretär im Ministerium für Gesundheit und Senioren                                          | Eric Abetz         | LIB      | 30. Januar 2001 – 26. November 2001  |          |
| Parlamentarischer Staatssekretär im Ministerium für Finanzen und Verwaltung                                          | Peter Slipper      | LIB      | 21. Oktober 1998 – 26. November 2001 |          |
| Parlamentarische Staatssekretärin im Ministerium für Bildung, Ausbildung und Jugend                                  | Trish Worth        | LIB      | 21. Oktober 1998 – 26. November 2001 |          |
| Parlamentarischer Staatssekretär im Ministerium für Industrie, Wissenschaft und Rohstoffe                            | Warren Entsch      | LIB      | 21. Oktober 1998 – 26. November 2001 |          |
| Parlamentarische Staatssekretärin im Ministerium für Landwirtschaft, Fischerei und Forsten                           | Judith Troeth      | LIB      | 21. Oktober 1998 – 26. November 2001 |          |
| Parlamentarische Staatssekretärin im Ministerium für Einwanderung und multikulturelle Angelegenheiten                | Kay Patterson      | LIB      | 21. Oktober 1998 – 26. November 2001 |          |
| Parlamentarischer Staatssekretär im Ministerium für Versöhnung, Aborigines und die Bewohner der Torres-Strait-Inseln | Chris Gallus       | LIB      | 30. Januar 2001 – 26. November 2001  |          |